# Бояшов, Илья Владимирович
Илья Владимирович Бояшов (род. 16 марта 1961, Ленинград) — русский писатель и преподаватель истории.

## Биография
Родился 16 марта 1961 года в Ленинграде. С четвёртого класса увлёкся историей; окончил Исторический факультет Ленинградского государственного педагогического института имени А. И. Герцена. Около года работал секретарём Комсомольской организации Строительного ПТУ № 96, ещё около трёх месяцев — в Областном комитете ВЛКСМ, после чего попал в Центральный военно-морской музей, где проработал экскурсоводом восемь лет.
Изучал военную историю начала XX века и историю флота. Тогда же написал первые рассказы — о подводных лодках «Пантера» — опубликованные в журнале «Костёр». В 1989 году был принят в Союз писателей. В течение непродолжительного времени играл в рок-группе «Джунгли». Позже устроился в Нахимовское училище преподавателем истории; проработал на этой должности восемнадцать лет.
По собственному признанию, является абсолютно аполитичным человеком.

## Семья
Отец — советский композитор Владимир Терентьевич Бояшов.
Женат, имеет сына. Вместе с женой живёт в Петергофе.

## Литературные премии
- 2007 — премия «Национальный бестселлер» за книгу «Путь Мури»

## Экранизации
- 2012: «Белый тигр» (реж. Карен Шахназаров) — по мотивам романа «Танкист»